# Nordische Skiweltmeisterschaften 2017/Teilnehmer (Österreich)
Österreich nahm an den 51. Nordischen Skiweltmeisterschaften, die vom 22. Februar bis 5. März 2017 in Lahti in Finnland ausgetragen wurden, mit einer Delegation von 24 Athleten teil.
Das Aufgebot des Österreichischen Skiverbandes umfasste sechs Männer und drei Frauen in den Skisprungwettbewerben, sieben Männer in der Nordischen Kombination sowie 5 Männer und drei Frauen im Skilanglauf. Insgesamt wurden 18 Männer und 6 Frauen für die Weltmeisterschaften berücksichtigt.
Stefan Kraft krönte sich mit den beiden Goldmedaillen in den Skisprungeinzelkonkurrenzen zum ersten österreichischen Doppelweltmeister im nordischen Skisport. Eine Silbermedaille gab es für das Skisprung Mixed-Team und eine Bronzemedaille eroberten die Nordischen Kombinierer im Mannschaftswettbewerb.

## Skilanglauf

### Männer
| Athlet             | Verein             | Wettbewerb                    | Rang      |
| ------------------ | ------------------ | ----------------------------- | --------- |
| Dominik Baldauf    | SV Sulzberg        | Sprint Freistil 1,6 km        | 18. (VF)  |
| Dominik Baldauf    | SV Sulzberg        | Teamsprint klassisch 6x1,6 km | 18. (Qu.) |
| Max Hauke          | WSV Liezen         | Skiathlon 30 km               | 31.       |
| Max Hauke          | WSV Liezen         | Skilanglauf 50 km Skating     | 35.       |
| Niklas Liederer    | WSV Ramsau         | Sprint Freistil 1,6 km        | 79. (Qu.) |
| Niklas Liederer    | WSV Ramsau         | Skilanglauf 15 km klassisch   | 53.       |
| Luis Stadlober     | SC Radstadt        | Sprint Freistil 1,6 km        | 45. (Qu.) |
| Luis Stadlober     | SC Radstadt        | Teamsprint klassisch 6x1,6 km | 18. (Qu.) |
| Luis Stadlober     | SC Radstadt        | Skilanglauf 15 km klassisch   | 37.       |
| Bernhard Tritscher | Skiklub Saalfelden | Sprint Freistil 1,6 km        | 33. (Qu.) |
| Bernhard Tritscher | Skiklub Saalfelden | Skilanglauf 50 km Skating     | 45.       |

### Frauen
| Athlet           | Verein        | Wettbewerb                     | Rang      |
| ---------------- | ------------- | ------------------------------ | --------- |
| Anna Seebacher   | SC Radstadt   | Sprint Freistil 1,4 km         | 36. (Qu.) |
| Anna Seebacher   | SC Radstadt   | Team-Sprint klassisch 6x1,4 km | 16. (Qu.) |
| Anna Seebacher   | SC Radstadt   | 10 km klassisch                | 49.       |
| Teresa Stadlober | SC Radstadt   | Skiathlon 15 km                | 6.        |
| Teresa Stadlober | SC Radstadt   | 10 km klassisch                | 12.       |
| Teresa Stadlober | SC Radstadt   | 30 km Freistil Massenstart     | 8.        |
| Lisa Unterweger  | SK Rottenmann | Team-Sprint klassisch 6x1,4 km | 16. (Qu.) |

## Nordische Kombination

### Männer
| Athlet            | Verein                | Wettbewerb                              | Rang |
| ----------------- | --------------------- | --------------------------------------- | ---- |
| Wilhelm Denifl    | SV Innsbruck-Bergisel | NK Großschanze HS 130 / 10 km           | 5.   |
| Wilhelm Denifl    | SV Innsbruck-Bergisel | NK Team-Sprint Großschanze 2 × 7,5 km   | 4.   |
| Paul Gerstgraser  | SV Schwarzach         | NK Team Normalschanze HS 100 / 4 × 5 km | 3.   |
| Bernhard Gruber   | SC Bischofshofen      | NK Normalschanze HS 100 / 10 km         | 7.   |
| Bernhard Gruber   | SC Bischofshofen      | NK Großschanze HS 130 / 10 km           | 9.   |
| Bernhard Gruber   | SC Bischofshofen      | NK Team-Sprint Großschanze 2 × 7,5 km   | 4.   |
| Bernhard Gruber   | SC Bischofshofen      | NK Team Normalschanze HS 100 / 4 × 5 km | 3.   |
| Philipp Orter     | SV Villach            | NK Normalschanze HS 100 / 10 km         | 8.   |
| Philipp Orter     | SV Villach            | NK Großschanze HS 130 / 10 km           | 12.  |
| Philipp Orter     | SV Villach            | NK Team Normalschanze HS 100 / 4 × 5 km | 3.   |
| David Pommer      | SV Innsbruck-Bergisel | NK Normalschanze HS 100 / 10 km         | 16.  |
| David Pommer      | SV Innsbruck-Bergisel | NK Großschanze HS 130 / 10 km           | 8.   |
| Franz-Josef Rehrl | WSV Ramsau            | Kein Einsatz                            | -    |
| Mario Seidl       | SV Schwarzach         | NK Normalschanze HS 100 / 10 km         | 18.  |
| Mario Seidl       | SV Schwarzach         | NK Großschanze HS 130 / 10 km           | 4.   |
| Mario Seidl       | SV Schwarzach         | NK Team Normalschanze HS 100 / 4 × 5 km | 3.   |

## Skispringen

### Männer
| Athlet                | Verein                  | Wettbewerb                                  | Rang |
| --------------------- | ----------------------- | ------------------------------------------- | ---- |
| Manuel Fettner        | SV Innsbruck-Bergisel   | Skispringen Normalschanze HS 100            | 12.  |
| Manuel Fettner        | SV Innsbruck-Bergisel   | Skispringen Großschanze HS 130              | 18.  |
| Manuel Fettner        | SV Innsbruck-Bergisel   | Skispringen Mannschaft Großschanze HS 130   | 3.   |
| Michael Hayböck       | UVB Hinzenbach          | Skispringen Normalschanze HS 100            | 14.  |
| Michael Hayböck       | UVB Hinzenbach          | Skispringen Großschanze HS 130              | 11.  |
| Michael Hayböck       | UVB Hinzenbach          | Skispringen Mannschaft Großschanze HS 130   | 3.   |
| Michael Hayböck       | UVB Hinzenbach          | Skispringen Mixed-Team Normalschanze HS 100 | 2.   |
| Andreas Kofler        | SV Innsbruck-Bergisel   | Kein Einsatz                                | -    |
| Stefan Kraft          | SV Schwarzach im Pongau | Skispringen Normalschanze HS 100            | 1.   |
| Stefan Kraft          | SV Schwarzach im Pongau | Skispringen Großschanze HS 130              | 1.   |
| Stefan Kraft          | SV Schwarzach im Pongau | Skispringen Mannschaft Großschanze HS 130   | 3.   |
| Stefan Kraft          | SV Schwarzach im Pongau | Skispringen Mixed-Team Normalschanze HS 100 | 2.   |
| Markus Schiffner      | UVB Hinzenbach          | Skispringen Großschanze HS 130              | 22.  |
| Gregor Schlierenzauer | SV Innsbruck-Bergisel   | Skispringen Normalschanze HS 100            | 24.  |
| Gregor Schlierenzauer | SV Innsbruck-Bergisel   | Skispringen Mannschaft Großschanze HS 130   | 3.   |

### Frauen
| Athlet                     | Verein              | Wettbewerb                                  | Rang |
| -------------------------- | ------------------- | ------------------------------------------- | ---- |
| Chiara Hölzl               | SV Schwarzach i. P. | Skispringen Normalschanze HS 100            | 10.  |
| Daniela Iraschko-Stolz     | WSV Eisenerz        | Skispringen Normalschanze HS 100            | 10.  |
| Daniela Iraschko-Stolz     | WSV Eisenerz        | Skispringen Mixed-Team Normalschanze HS 100 | 2.   |
| Jacqueline Seifriedsberger | SC Waldzell         | Skispringen Normalschanze HS 100            | 7.   |
| Jacqueline Seifriedsberger | SC Waldzell         | Skispringen Mixed-Team Normalschanze HS 100 | 2.   |

## Medaillenspiegel

### Gesamtstand
Endstand nach 21 Wettbewerben:
| Platz | Land       | Gold | Silber | Bronze | Summe |
| ----- | ---------- | ---- | ------ | ------ | ----- |
| 4     | Österreich | 2    | 1      | 2      | 5     |

### Nach Sportarten
Endstand nach 21 Wettbewerben:
| Platz | Sportart              | Gold | Silber | Bronze | Summe |
| ----- | --------------------- | ---- | ------ | ------ | ----- |
| -     | Skilanglauf           | 0    | 0      | 0      | 0     |
| 4     | Nordische Kombination | 0    | 0      | 1      | 1     |
| 2     | Skispringen           | 2    | 1      | 1      | 4     |

## Legende
- DNF = nicht beendet
- DNS = nicht gestartet
- Qu. = Qualifikation
- VF = Viertelfinale
- SF = Semifinale